# Sara Blædel
Sara Blædel (ur. 6 sierpnia 1964 w Kopenhadze) – duńska dziennikarka i pisarka, autorka powieści kryminalnych o pracy asystent kryminalnej kopenhaskiej policji Louise Rick. Trzykrotnie otrzymała w Danii tytuł Autora Roku; na koncie ma liczne nagrody i wyróżnienia, a jej książki zostały przetłumaczone na 18 języków.
Z wykształcenia jest graficzką; przez kilka lat pracowała jako kelnerka. W 1993 założyła własne wydawnictwo – "Sara B", publikujące głównie zagraniczne kryminały. Od 1995 pracuje też jako dziennikarka.

## Twórczość

### Skandynawia
Jej pierwszą książką był Handlarz śmiercią (oryg. Grønt støv, 2004). Kolejne powieści to Mam na imię Księżniczka (oryg. Kald mig prinsesse, 2005), Tylko jedno życie (oryg. Kun ét liv, 2007), Aldrig mere fri (2008), Hævnens gudinde (2009), Dødsengelen (2010), and De glemte piger (2011). Do 2008 roku duńskim wydawcą książek Sary Blædel było wydawnictwo Lindhardt and Ringhof. Obecnie jej książki wydaje People's Press.
Wydania w innych krajach nordyckich:
- Szwecja: Aldrig mera fri (2009), De bortglömda (2012)
- Norwegia: De glemte pikene (2013), Bare ett liv (2009), Kall meg prinsesse (2007), Grönt støv (2007)
- Finlandia: Nimimerkki Prinsessa (2013)
- Islandia: Hefndargyðjan (2011), Aldrei framar frjáls (2010), Aðeins Eitt Líf (2012), Kallaðu Mig Prinsessu

### Ameryka Północna
- Stany Zjednoczone i Kanada: Farewell to Freedom (2012), Only One Life (2012), Call Me Princess (2011), In the Shadow of Sadd (2012; książka napisana wspólnie ze Steene Langstrupem, Gretelise Holm i Larsem Kjaedegaard)

### Europa
- Polska: Handlarz śmiercią (2012), Mam na imię Księżniczka (2012), Tylko jedno życie (2013)[1], Pożegnanie wolności (2013)[1]
- Wielka Brytania: Blue Blood (2012)
- Niemcy: Unschuld (2010), Nur ein Leben (2008), Tödliches Schweigen (2006), Grüner Schnee (2006)
- Włochy: Mai Più Libera (2012)
- Hiszpania: Sin Salida (2010), Sin Piedad (2011)
- Holandia: Chatprinses (2010), De vergeten zusjes (2013)
- Grecja: ΠΡΑΣΙΝΗ ΣΚΟΝΗ (2012)
- Węgry: Bízz bennem (2009)

### Azja
- Korea: 콜미 프린세스 (2011)
- Japonia: 見えない傷痕 (2012)